# Золинген
Зо́линген (нем. Solingen) — город окружного подчинения («внерайонный город») в административном округе Дюссельдорф (федеральная земля Северный Рейн-Вестфалия, Германия). Бывший ганзейский город. Следуя за Вупперталем по количеству жителей (Золинген примыкает к нему с юго-запада), он является вторым по численности из четырёх больших городов Бергской земли (следом за ним идут Ремшайд и Бергиш Гладбах). Золинген расположен в географическом центре Бергской земли и является членом Краевого союза Рейнланд (Landschaftsverband Rheinland, кратко — LVR).
Золинген входит в городскую агломерацию «Рейнско-Рурский регион» — наиболее густонаселённую конурбацию Германии.
Город Золинген известен в мире как производитель высококачественных лезвий, ножей и других режущих инструментов. Его имя защищено в качестве торговой марки, а 19 марта 2012 года город получил официальное название «Золинген — город лезвий» (Klingenstadt Solingen).
К другим известным символам города относятся: средневековый замок Бург (Schloss Burg) — бывшая резиденция правителей Бергишской страны; Мюнгстенский мост — самый высокий железнодорожный мост Германии (107 метров); исторические центры Грефрат и Бург с фахверковыми и защищёнными от непогоды тёмными сланцевыми пластинами (называемыми в Германии «шифером») строениями в своём специфическом «бергишском стиле»; некоторые исторические центры по шлифовке металлических изделий (Балькхаузер Коттен/Balkhauser Kotten или Випперкоттен/Wipperkotten). К тому же в Золингене крупнейшая из трёх ныне действующих в Германии троллейбусных сетей.

## География

### Положение
Золинген занимает промежуточное положение между Нижнебергишской страной и Верхнебергишской страной к юго-западу от Вупперталя. Западная городская часть Олигс ориентирована в экономическом развитии на прирейнский регион «Рейнская колея». Восточная и южная граница города почти везде проходит по долине реки Вуппер, ограничиваясь на юго-востоке выступом в районе замка Бург.

### Собственная территория
Общая площадь городской территории составляет 89,54 км². Наибольшая протяжённость с запада на восток составляет 15,68 км, а с севера на юг — 11,7 км. Географическим центром Золингена считается место стыковки улиц Унтергёнратер Штрассе(Untengönrather Straße) и Мангенбергер Штрассе (Mangenberger Straße) в городском районе Мершайд.
Общая протяжённость городской границы составляет 62 км, из них 26 км по реке Вуппер. Местами граница города уходит на его противоположную сторону, как, например, у замка Бург.
Высшей топографической точкой города является высота 276 метров н.у.м. в Грефрате («Башня света»). Самая низкая часть города находится в так называемой «Олигской пустоши» и отметка составляет 53 м н.у.м.

### Соседние территории
Соседние городские поселения с севера по часовой стрелке: Вупперталь и Ремшайд (внерайонные города), Вермельскирхен и Ляйхлинген (Рейниш-Бергишский район), Лангенфельд, Хильден и Хан (все три входят в район Меттман).
Золинген расположен в 24 км восточнее Дюссельдорфа, 35 километрах северо-восточнее Кёльна и 55 километрах юго-западнее Дортмунда.

### Природные особенности городской территории
Современные городские части Грефрат, Вальд, Митте, Хёхшайд и Мершайд расположены на пяти невысоких возвышенностях, простирающихся с востока на запад, и одном возвышающимся над ними низкогорном хребте, называемом «Возвышенный хребет Золингена» (Solinger Höhenrücken) и простирающимся с севера на юг от Грефрата через Кецберг (Ketzberg) и центральную часть города до Хэстена (Hästen). Вокруг него вынужден делать обширный поворот Вуппер. Между всеми этими холмами протягиваются глубоко врезанные долинки ручьёв. С севера на юг это долины ручьёв Иттер, Лохбах (Lochbach) (приток Иттера), Фибах (Viehbach), Накер Бах (Nacker Bach) c притоком Пильгхаузер Бах (Pilghauser Bach) и Вайнсбергер Бах (Weinsberger Bach).
Первоначальное поселение в Золингене происходило в так называемом «хофшафтен» (Hofschaften), то есть в группе из нескольких домов. Они часто образовывались вокруг шлифовальных и кузнечных мастерских, а также мельниц, широкому распространению которых способствовали многие ручьи в Бергишес-Ланд. Таким образом, поселения, которые существуют до сих пор, находятся за пределами основных транспортных магистралей в долинах ручьев или на реке Вуппер.

### Границы внутри городской территории
По сравнению с границами нынешних городских районов границы старых районов значительно отличаются. Например, Дорп (Bürgermeisterei Dorp), который полностью исчез с карты, был включён в состав старого города Золинген и принадлежал к району Хёшайд (сегодняшний район Ауфдерхёэ (Aufderhöhe). Только границы района Бург идентичны старым границам района.

### Современная административно-территориальная структура города
Сегодняшний Золинген состоит из пяти городских округов со своими собственными администрациями (Bezirksvertretung). Самый западный округ Олигс / Ауфдерхёэ / Мершайд — самый большой с населением более 43 000 человек, Грефрат на севере — самый маленький округ Золингена с 18 000 жителей.

#### Пять городских округов
- Грефрат (Gräfrath)
- Вальд[нем.] (Wald)[12]
- Золинген-Митте (Solingen-Mitte)
- Бург-Хёхшайд (Burg/Höhscheid)
- Олигс/Ауфдерхёэ/Мершайд (Ohligs/Aufderhöhe/Merscheid)

#### Восемь городских районов
- Ауфдерхёэ (Aufderhöhe)
- Бург (Burg)
- Грефрат (Gräfrath)
- Хёхшайд (Höhscheid)
- Митте (Mitte)
- Мершайд (Merscheid)
- Олигс (Ohligs)
- Вальд (Wald)

#### Отдельные поселения
В Золингене много жилых поселений, некоторые из них являются типичными для Бергишес-Ланд дворовыми хозяйствами, но их границы точно не определены. В следующем списке дается обзор большинства этих жилых поселений.
- Ауфдерхёэ: Ауфдербех (Aufderbech), Биркендаль (Birkendahl), Бёркхаус (Börkhaus), Госсе (Gosse), Хорн (Horn), Хольцхоф (Holzhof), Йозефсталь (Josefstal), Ландвер (Landwehr), Ной-Лёхдорф (Neu-Löhdorf), Полигсфельд (Pohligsfeld), Рифнакен (Riefnacken), Рупельрат (Rupelrath), Зибельс (Siebels), Штайнендорф (Steinendorf), Уфер (Ufer), Вифельдик (Wiefeldick).
- Бург ан дер Вуппер: Ангершайд (Angerscheid), Хёхрат (Höhrath).
- Грефрат: Централь (Central), Флахсберг (Flachsberg), Флокертсхольц (Flockertsholz), Фохер Даль (Focher Dahl), Фюркельтрат (Fürkeltrath), Хайде (Heide), Кетцберг (Ketzberg), Кюльф (Külf), Нюммен (Nümmen), Пирерсберг (Piepersberg), Ратланд (Rathland), Шитен (Schieten), Вассертурм (Wasserturm), Цум Хольц (Zum Holz).
- Хёхшайд: Balkhausen, Bünkenberg, Dorperhof, Friedrichstal, Fürkelt, Glüder, Grünewald, Haasenmühle, Hästen, Katternberg, Kohlsberg, Meiswinkel, Nacken, Pfaffenberg, Pilghausen, Rölscheid, Rüden, Schaberg, Schlicken, Unnersberg, Weegerhof, Wippe, Widdert
- Merscheid: Büschberg, Dahl, Dingshaus, Fürk, Fürker Irlen, Gönrath, Hübben, Hoffnung, Limminghofen, Scheuren, Schmalzgrube
- Mitte: Alter Markt, Dorp, Entenpfuhl, Eick, Fronhof, Grunenburg, Hasseldelle, Kannenhof, Kohlfurth, Krahenhöhe, Mangenberg, Meigen, Müngsten, Neumarkt, [ Papiermühle, Scheidt, Schlagbaum, Schrodtberg, Stöcken, Stockdum, Theegarten, Vorspel, Weyersberg, Windfeln
- Ohligs: Bahnhofsviertel, Brabant, Broßhaus, Buschfeld, Caspersbroich, Deusberg, Engelsberg, Engelsberger Hof, Hackhausen, Hansa-Quartier, Keusenhof, Kuckesberg, Kovelenberg, Mankhaus, Maubes, Monhofer Feld, O-Quartier, Olbo-Park, Poschheide, Scharrenberg, Schnittert, Siedlung Heimspiel am Hermann-Löns-Weg, Suppenheide, Wilzhaus, Verlach
- Wald: Bavert, Demmeltrath, Eschbach, Eigen, Fuhr, Garzenhaus, Itter, Kotzert, Lochbachtal, Rolsberg, Vogelsang, Weyer

## История
Селение Золинген впервые появляется в письменных источниках в 1067 году под именем Solonchon. Другие средневековые транскрипции: Solengen (1168, 1172), Solingen (1174), Solungun, Solungen (1356, 1382), Soileggen (1363, 1366, 1377) и Soleggen (1365). Как явствует из множества литературных и археологических данных, металлургическое производство в Золингене существует не менее 2000 лет. Примечательно, что золингенскими мечами были вооружены первые англо-саксонские короли Британии.
23 февраля 1374 года селение Золинген получило городские права.
В 1492 и 1535 годах город был опустошён пожарами.
В 1614 году Золинген пострадал от чумы.
Несмотря на все испытания, к XIX веку Золинген сделался одним из ведущих центров германской металлургии. Производил сабли, ножи, кинжалы, каски, патронташи, железнодорожные рельсы.
В 1929 году в Веймарской республике были проведены коммунальная реформа и административное объединение территорий, вследствие чего город Золинген расширился и численность жителей превысила 100 тысяч человек, поэтому город был отнесён к категории больших городов Германии.
17 апреля 1945 года в Золинген вступили американские войска. Однако в мае 1945 г. Золинген вошёл в Британскую зону оккупации.
В конце 1940-х годов в Московской области РСФСР восстановленная железнодорожная ветка Вербилки — Темпы — Большая Волга была выложена, по преимуществу, трофейными немецкими рельсами Золингенского производства (вывезенными из Восточной Германии).

### Инцидент 1993 года

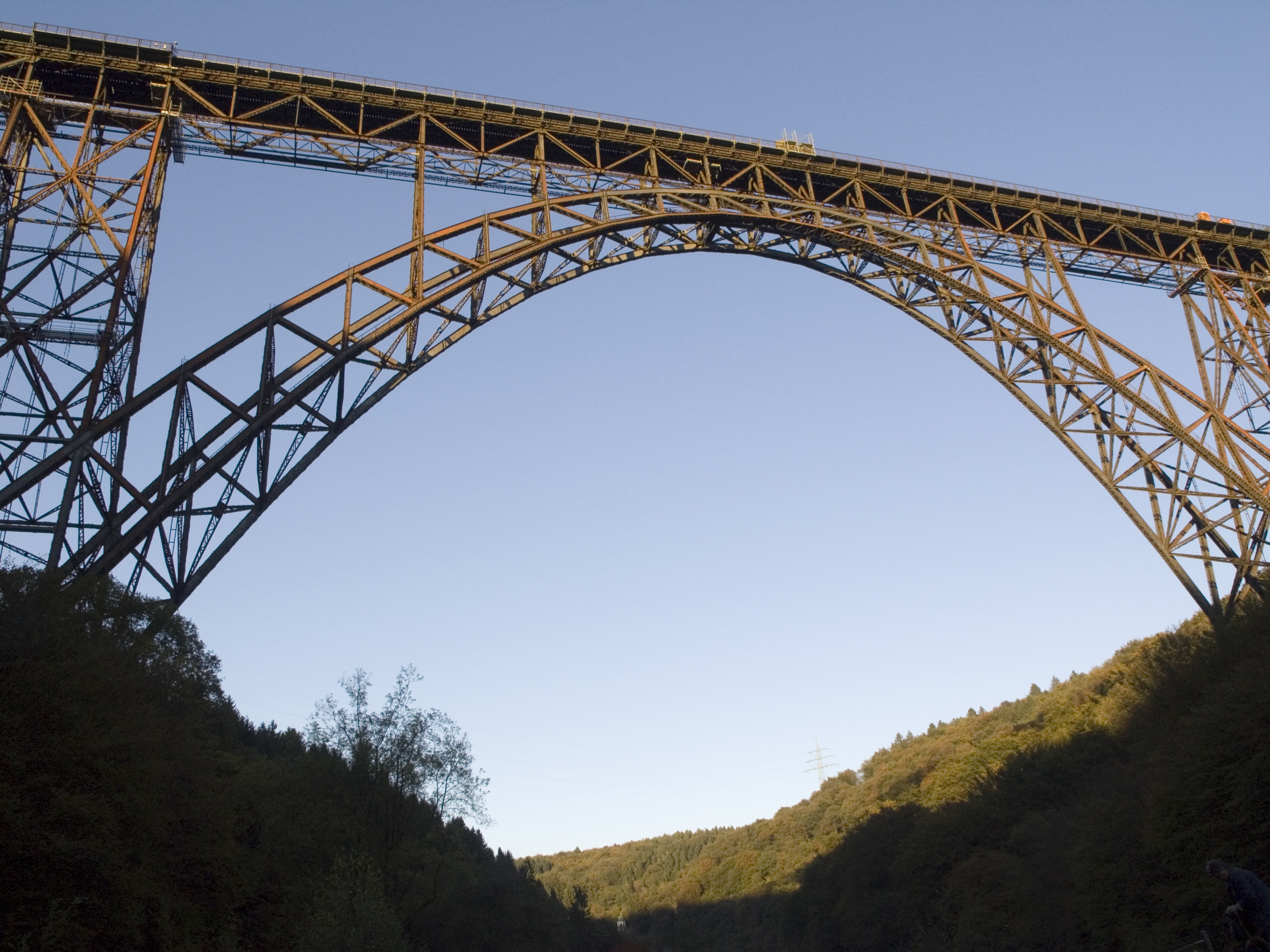
Мюнгстенский мост

Золинген печально известен поджогом, который 29 мая 1993 г. совершили четыре молодых представителя правоэкстремистской организации. В результате погибли две женщины и три девочки турецкого происхождения. Поджог был совершён через три дня после принятия нового законодательства о политическом убежище для иностранцев. Этот инцидент широко освещался в прессе, город Золинген стал какое-то время именем нарицательным для обозначения враждебности части немецкого населения по отношению к мигрантам.
Суд приговорил старшего из участников поджога к 15 годам тюрьмы, а трёх остальных — к десяти годам (максимальный срок наказания для несовершеннолетних). Сумма денежной компенсации родственникам погибших в 250 тысяч марок так и не была выплачена из-за неплатёжеспособности преступников.

## Туризм
- Вокруг города проходит несколько популярных пешеходных маркированных маршрутов (например, Тропа клинка);
- с 1977 года в городе расположен музей искусных подделок-плагиата (Plagiarius[англ.]).

## Дополнительная информация
- население: 161,8 тыс. человек (2009); в 2000 г. — 165,6 тыс.
  - из них иностранцев: 22 714 (13,9 %)

## Международные отношения

### Города-побратимы
- Злоторыя, Польша (1955)
- Гауда, Нидерланды (1957)
- Шалон-сюр-Сон, Франция (1960)
- Блит[англ.], Великобритания (1962)
- Нес-Циона, Израиль (1986)
- Ауэ, Германия (1990)

### Города-партнёры
- Хинотега, Никарагуа (1985)
- Тиес, Сенегал (1990)